# 田嶋一基
田嶋一基（たしま かずき）は日本の財務官僚。

## 来歴
和歌山県出身。早稲田大学政治経済学部卒業。早大政経学部在学中に国家公務員一種試験（経済）に合格。2011年 財務省入省（主計局総務課）。2016年 カリフォルニア大学サンディエゴ校留学。2018年7月 大臣官房政策金融課長補佐。日本政策投資銀行法改正案に取り掛かった。

## 略歴
- 2011年4月：財務省入省（主計局総務課）[2][3]。
- 2012年：主計局調査課。
- 2013年：関東財務局。
- 2013年：金融庁総務企画局総務課国際室。
- 2016年：米国留学（カリフォルニア大学サンディエゴ校）[2][3]。
- 2018年7月：大臣官房政策金融課長補佐。